# Сантана, Эрнан
Эрнан Даниэль Сантана Трухильо (исп. Hernán Daniel Santana Trujillo; род. 26 августа 1990 года, Лас-Пальмас-де-Гран-Канария), более известный как Эрнан (исп. Hernán), — испанский футболист, полузащитник индийского клуба «Норт-Ист Юнайтед».

## Клубная карьера
Эрнан — воспитанник клуба «Лас-Пальмас». С 2010 по 2012 год выступал за «Лас-Пальмас Атлетико», резервную команду клуба. 12 февраля 2011 года он дебютировал в Сегунде в провальном (0:5) гостевом матче «Лас-Пальмаса» против «Алькоркона», выйдя в стартовом составе и будучи заменённым на 60-й минуте. В сезоне 2012/13 Эрнан регулярно появлялся в стартовом составе «Лас-Пальмаса», тогда же он впервые забил в рамках Сегунды. Произошло это на 89-й минуте результативного домашнего поединка против «Барселоны Б», мяч Эрнана стал последним в матче и принёс «Лас-Пальмасу» ничью (3:3). В августе 2013 Эрнан перенёс травму на колене и изредка появлялся на поле в сезоне 2013/14. В чемпионате 2014/15, по итогам которого «Лас-Пальмас» завоевал путёвку в Примеру, Эрнан провёл 39 матчей, включая Кубок Испании и плей-офф за выход в Примеру, и забил 4 мяча. 1 июля 2015 года Эрнан подписал новый трёхлетний контракт с «Лас-Пальмасом» до 2018 года.
Дебют Эрнана в Примере состоялся 22 августа 2015 года в рамках 1-го тура, когда он вышел в стартовом составе в гостевом матче против мадридского «Атлетико».